# Крутихин, Михаил Иванович
Михаил Иванович Крути́хин (род. 21 декабря 1946, Москва, СССР) — российский экономический аналитик, специалист по нефтегазовому рынку, переводчик, журналист, историк и востоковед (иранист, арабист). Кандидат исторических наук.
Экс-главный редактор американского журнала Russian Petroleum Investor. В 2002—2023 годах — партнёр информационно-консалтингового агентства «RusEnergy». С 2022 года живет в эмиграции.

## Биография
Родился в семье инженеров-химиков. В 1965 году поступил в Институт восточных языков при МГУ имени М. В. Ломоносова по специальности «персидский язык и литература», в 1970 году окончил его.
В 1970—1972 годах — военный переводчик в Иране. В течение 20 лет работал в ТАСС — в отделе Ближнего Востока и в корпунктах (Каир, Дамаск, Тегеран, Бейрут), заведовал отделениями в Ливане и Египте.
Окончил аспирантуру Академии общественных наук при ЦК КПСС, в 1985 году защитил диссертацию на соискание учёной степени кандидата исторических наук по теме «Левые силы Ирана и проблема их единства (1978—1983 гг.)».
С 1993 года занимается аналитикой нефтегазовых инвестиций в бывших советских республиках. Заместитель генерального директора PR-агентства «Alter Ego» (с 1992), редактор, затем главный редактор американского журнала Russian Petroleum Investor (с 1993). Занимался генеалогическими исследованиями, вёл сайты «Researching Russian Roots» и «Поиск пропавших предков». С 2002 по 2023 год — партнёр информационно-консалтингового агентства «RusEnergy».
Автор книг «Игра в революцию. Иранские агенты Кремля» (2024) и «Последние дни шахского Ирана. Глазами корреспондента ТАСС» (2025)
Владеет фарси, английским, французским и арабским языками.
В 2022 году эмигрировал в Норвегию. Живет в Осло.